# Amore mio (Daniele Silvestri)
Amore mio è un brano musicale scritto ed interpretato da Daniele Silvestri, estratto come secondo singolo dall'album Sig. Dapatas, quarto lavoro del cantautore romano.

## Video musicale
Il video di "Amore mio" è stato diretto da Francesco Fei e vede protagonista Daniele Silvestri, suonare insistentemente al citofono di una donna, evidentemente una sua ex-fidanzata, che ce l'ha con lui. All'interno dell'appartamento la ragazza resiste, nervosamente, dalla tentazione di aprire la porta, andando avanti e indietro per il corridoi. Caratteristica principale del video è la regia frenetica e la fotografia coloratissima, che unita all'utilizzo di alcuni effetti speciali, tendono a rendere l'atmosfera del video simile a quella di un cartone animato.